# Allium omeiense
Allium omeiense — вид рослин з родини амарилісових (Amaryllidaceae); ендемік Китаю.

## Опис
Коріння подовжене, товсте, м'ясисте. Цибулини скупчені, циліндричні, міцні, діаметром 1.5–2 см. Листки від смугоподібних до лінійно-оберненоланцетних, довші, ніж стеблина, (1.5)2–3.5 мм завширшки, серединні жилки чіткі. Стеблина 30–65 см, циліндрична, іноді злегка стиснута, вкрита листовими піхвами на ≈ 1/3 довжини. Зонтик півсферичний, як правило, з цибулинками. Оцвітина біла; сегменти від лінійних до лінійно-ланцетних, 9–11 × 0.5–1.1 мм, внутрішні трохи коротші, ніж зовнішні, об'єднані в трубочку ≈ 1 мм, серединна жилка блідо-зелена. Період цвітіння та плодоношення: серпень – жовтень.

## Поширення
Ендемік центрального Сичуаня, Китай.
Населяє береги потоків і схили; 1000–1200 м.